# والتر اتکینسون
والتر اتکینسون (انگلیسی: Walter Atkinson; ۳۱ اوت ۱۹۲۰ – ۰ ژوئن ۲۰۰۹) بازیکن فوتبال اهل بریتانیا بود.
از باشگاه‌هایی که در آن بازی کرده‌است می‌توان به باشگاه فوتبال نوریچ سیتی اشاره کرد.